# West View, Pennsylvania
West View là một thị trấn thuộc quận Allegheny, tiểu bang Pennsylvania, Hoa Kỳ. Năm 2010, dân số của thị trấn này là 6771 người.